# Heliantheae
Heliantheae är ett tribus i familjen korgblommiga växter. För närvarande räknas 112 släkten till gruppen. Ungefär 95 procent av gruppens arter förekommer i nya världen.
Arterna är vanligen örter men det finns ett fåtal buskar och träd.